# Djupselet, Norrbotten
Djupselet är en sjö i Bodens kommun i Norrbotten och ingår i Luleälvens huvudavrinningsområde.